# Сидорова Гора (Архангельская область)
Сидорова Гора — деревня в Няндомском районе Архангельской области.

## География
Находится в юго-западной части Архангельской области на расстоянии приблизительно 6 км на запад-юго-запад по прямой от административного центра района города Няндома.

## История
В 1873 году здесь было учтено 9 дворов, в 1905 — 17. Тогда деревня входила в Каргопольский уезд Олонецкой губернии. До 2022 года входила в Няндомское городское поселение до его упразднения.

## Население
Численность населения: 57 человек (1873 год), 99 (1905), 3 (русские 67 %, белорусы 33 %) в 2002 году, 0 в 2010.